# Saint Kitts og Nevis ved sommer-OL 2020
Saint Kitts og Nevis deltog under Sommer-OL 2020 i Tokyo som blev afviklet i perioden 23. juli til 8. august 2021.

## Medaljer
| 2020 Tokyo           | Guld | Sølv | Bronze | Total |
| Saint Kitts og Nevis | 0    | 0    | 0      | 0     |

### Medaljevinderne
| Saint Kitts og Nevis under sommer-OL 2020 i Tokyo | Saint Kitts og Nevis under sommer-OL 2020 i Tokyo | Saint Kitts og Nevis under sommer-OL 2020 i Tokyo | Saint Kitts og Nevis under sommer-OL 2020 i Tokyo | Saint Kitts og Nevis under sommer-OL 2020 i Tokyo |
| Medalje                                           | Navn                                              | Sport                                             | Event                                             | Dato                                              |
| ------------------------------------------------- | ------------------------------------------------- | ------------------------------------------------- | ------------------------------------------------- | ------------------------------------------------- |
| -                                                 | -                                                 | -                                                 | -                                                 | -                                                 |